# Telmatobius fronteriensis
Espèce
Statut de conservation UICN

 CR  : 
En danger critique
Telmatobius fronteriensis est une espèce d'amphibiens de la famille des Telmatobiidae.

## Répartition
Cette espèce est endémique de la province d'El Loa de la région d'Antofagasta au Chili. Elle se rencontre jusqu'à environ 4 150 m d'altitude.

## Publication originale
- Benavides, Ortiz & Formas, 2002 : A New Species of Telmatobius (Anura: Leptodactylidae) from Northern Chile. Herpetologica, vol. 58, no 2, p. 210-220.